# Jatayu
Jatayu era filho de Aruna e irmão de Sampati, portanto sobrinhos de Garuda, o famoso transportador de Vixnu. Pertenciam à raça das aves de rapina e eram enormes águias ou monstruosos abutres como os condores.  
Jatayu sobreviveu a inúmeras eras e era velhíssimo na época em que Rama foi se exilar na floresta. A narrativa dos Puranas diz que na verdade Jatayu era um grande devoto do deus Vixnu, que possuía pelo deus afeição do tipo paternal, como um avô.  
Durante o exílio na floresta o poderoso Jatayu foi o protetor oculto de Sita e Rama, zelando pelo casal divino observando o arredor do céu, com seu olhos de abutre.
Ravana desceu ao local onde Sita se encontrava, vindo de Lanka em seu poderoso carro de propulsão mental, não escapando à observação atenta de Jatayu. Ao tentar voar de volta para Lanka, após o rapto de Sita, Ravana foi violentamente atacado pelo velho e poderoso Jatayu, que na investida contra Ravana teve suas asas cortadas e se precipitou ao solo, vindo a falecer nos braços de Rama.
O seu poder era tão grande que foi evocando o seu nome que Hanuman pôde encontrar Sampati, o irmão de Jatayu, que indicou a direção para onde Ravana havia levado Sita.